# Visconde do Amparo
Visconde do Amparo é um título nobiliárquico criado por D. Maria II de Portugal, por Decreto de 30 de Agosto de 1853, em favor de Rodrigo Barba Alardo de Lencastre e Barros.
Titulares
1. Rodrigo Barba Alardo de Lencastre e Barros, 1.° Visconde do Amparo.